# 王菲 (1963年)
王菲（1963年10月—），男，汉族，四川巴中人，中华人民共和国政治人物，现任四川省人大常委会副主任、党组成员。

## 生平
王菲早年在西南财经大学财政系财政专业学习，毕业后回到家乡巴中县任职，1994年出任县级巴中市副市长。1995年10月，调往通江县，出任该县党委副书记、县长:646，1998年7月，升任中共通江县委书记，直到2001年1月去职:560。地级巴中市成立后，他出任该市副市长。
2005年3月，王菲调任至广元市，并于该市深耕16年，期间他历任中共广元市委常委、副市长，2010年又升任中共广元市委副书记。2012年10月，王氏被提名为广元市长，并于翌年以广元市委副书记的身份兼任同市市长。2016年，王菲又接替调职绵阳市的馬華担任中共广元市委书记。2021年2月，王菲当选为四川省人大常委会副主任，其兼任的广元市委书记一职则由邹自景接替。